# Gardesstaden
Gardesstaden (finska: Kaartinkaupunki) är en central stadsdel i södra Helsingfors och del av Ulrikasborgs distrikt. Stadsplanen för Gardesstaden härstammar redan från år 1812, men namnet stadfästes först år 1959. Namnet härstammar från Gardeskasernen som fanns vid Kaserntorget. Kasernens första del blev klar år 1822 och Finska gardet bodde där.
Sevärdheter är bland andra: Salutorget som började byggas år 1813 och vars kommers började år 1818. Bredvid Salutorget finns Saluhallen från år 1889. Parkarbetena på Helsingfors förnämsta park, Esplanaden, påbörjades år 1818 och den första delen av parken var klar år 1824. Restaurang Kapellet har fungerat i parken sedan 1867 mot Salutorgets ända och i andra ändan finns Svenska Teatern vars byggnad härstammar från 1866, men vars fasad förnyades i funkisstil år 1936. 
Designmuseet finns på Högbergsgatan 23 - byggnaden var ursprungligen en skolbyggnad som inhyste Finlands första samskola, svenskspråkiga Läroverket för gossar och flickor (Broban) åren 1895-1977 där bland annat Tove Jansson varit elev. I Gardestaden har även verkat Svenska normallyceum (Norsen) vars skolbyggnad på Unionsgatan 2 uppfördes 1880. 

## Externa länkar

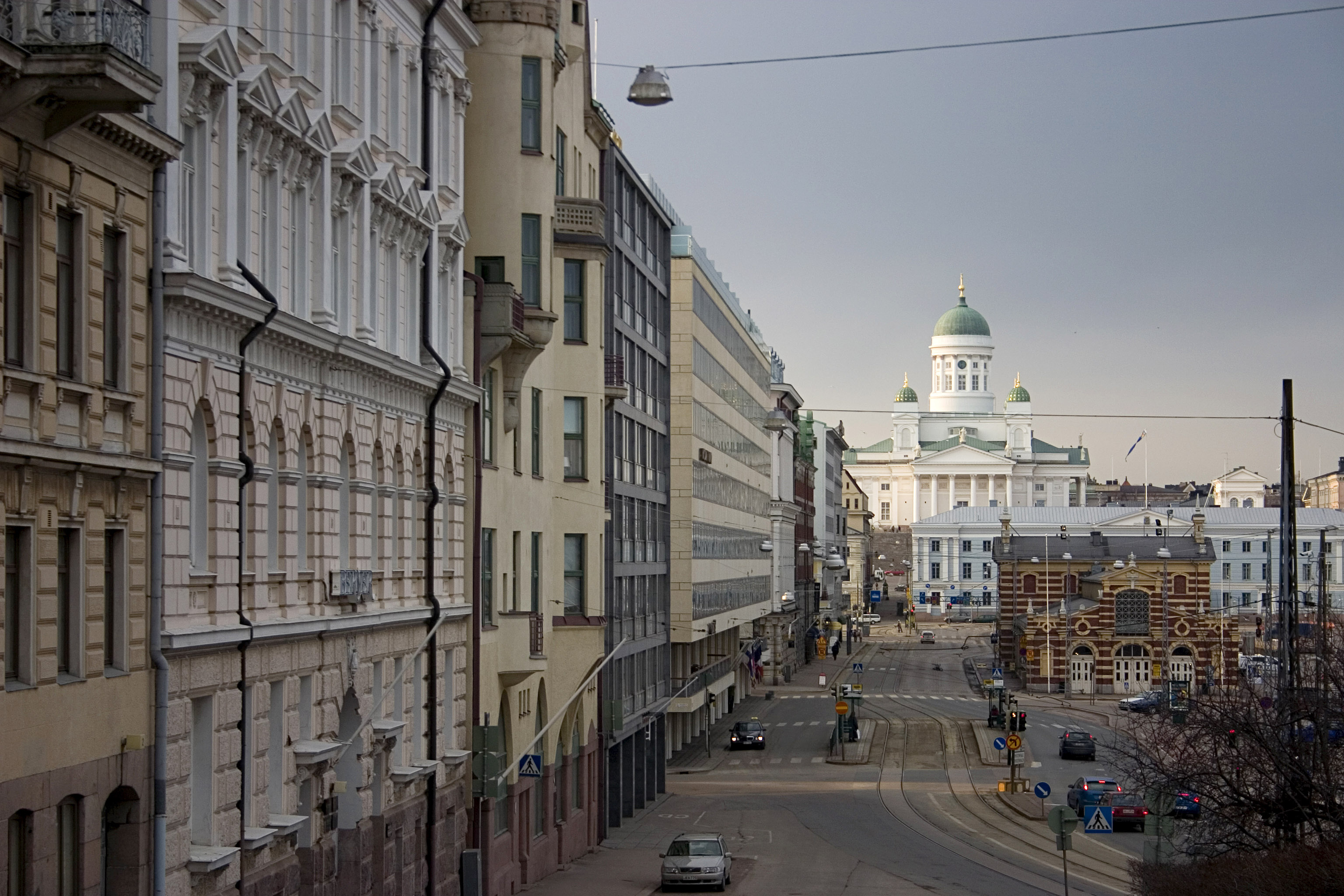
Södra kajen och Saluhallen, med Domkyrkan i bakgrunden

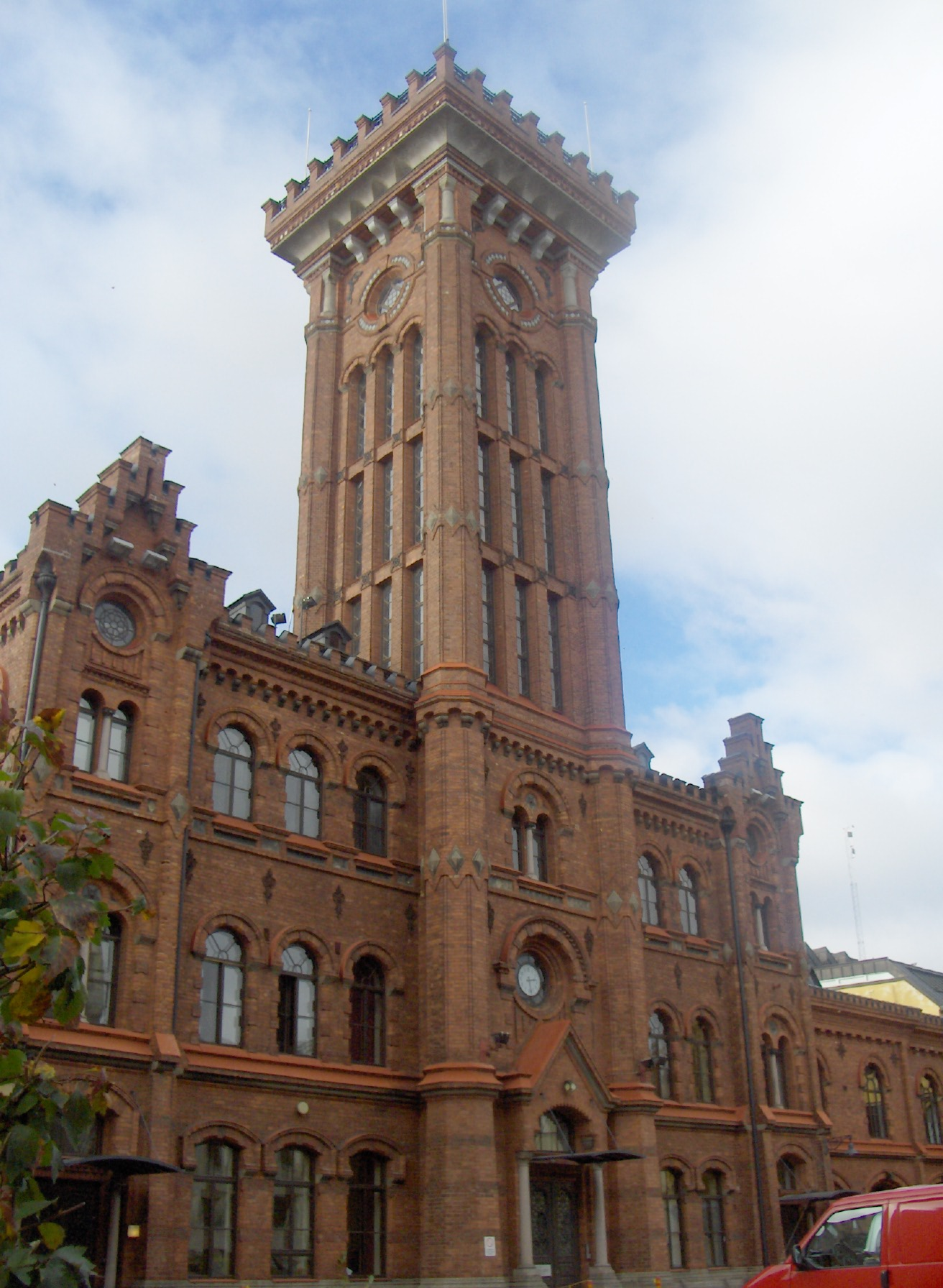
Skillnadens brandstation